# Pontus Palmgren

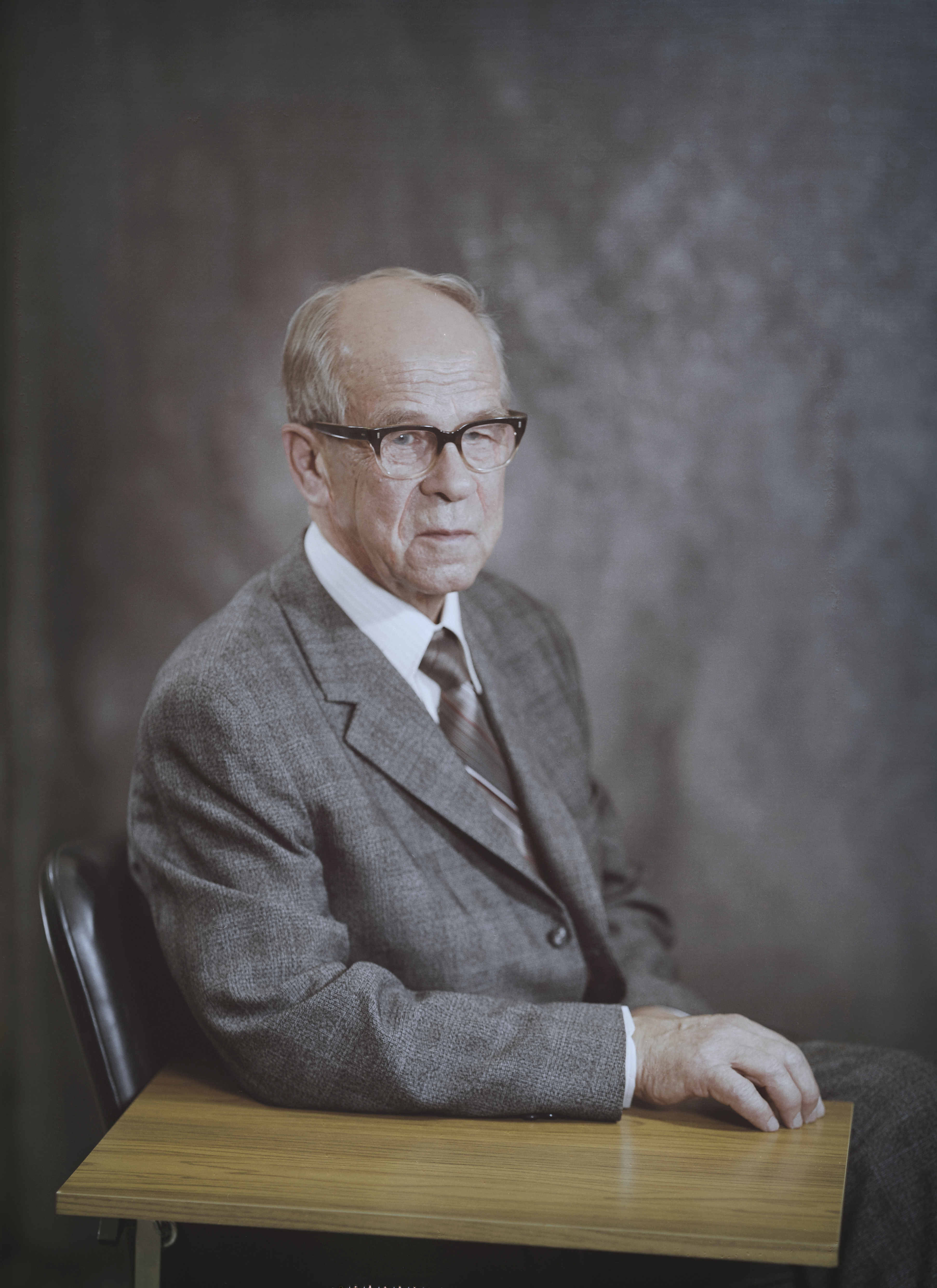
Pontus Palmgren år 1980.

Pontus Palmgren, född 27 april 1907 i Helsingfors, död där 26 november 1993, var en finländsk zoolog. Han var son till botanikern Alvar Palmgren.
Palmgren avlade filosofie doktorsexamen 1930 och blev samma år amanuens vid Helsingfors universitets zoologiska museum. Han innehade 1940–1971 den svenskspråkiga professuren i zoologi, var 1952–1972 prefekt för Tvärminne zoologiska station och 1958–1965 universitetets prorektor.
Tack vare sin mångsidighet kom Palmgren att bland annat genom sina många elever ha ett stort inflytande på biologins vidare utveckling. Med utgångspunkt i ornitologin blev han en pionjär inom såväl ekologin (där doktorsavhandlingen om fågeltaxering representerar en tidig strävan att förena djur- och växtekologi), den funktionella anatomin, och etologin, där hans undersökningar av fåglarnas flyttningsdrift och dygnsrytmik samt hoppspindlarnas yngelvård är särskilt betydande.
Boken Eläinpsykologia (1954) var banbrytande i Finland. Palmgrens faunistiska och taxonomiska storverk om spindlar (Die Spinnenfauna Finnlands I-VIII, 1939–1977) ger vid sidan av sitt vetenskapliga innehåll även prov på hans konstnärliga skicklighet.